# Palma Vecchio
 Ikke at forveksle med Palma il Giovane.
Jacopo Palma (også Jacopo Negretti), kaldet Palma Vecchio ('den gamle') (født ca. 1480 i Serinalta ved Bergamo, død juli 1528 i Venedig) var en italiensk maler.
Man ved grumme lidt om hans liv. I Venedig, hvor han virkede og nød høj anseelse, har han udviklet sig under indflydelse fra Giovanni Bellini (Palmas første stilperiode med de faste former og farver), Vittore Carpaccio og Cima da Conegliano; senere har Tizians og Giorgiones kunst modnet Palma, der, mindre fremtrædende end de nysnævnte, dog står som ypperlig repræsentant for venetiansk kunsts blomstringstid. Størst ry nyder Palma måske som tolker af kvindelig skønhed, den yppige venetianske blondine. I modelleringens fine, bløde omrids og farvernes fylde og lysen når han ofte her noget ganske udsøgt. Denne retning i Palmas kunst er udmærket repræsenteret i Wiens Kunsthistorisches Museum: Violante, Lucrezia (den fine farvevirkning i det bløde, lysende bryst og det hvide lin), og andre kvindebilleder; endvidere kan mærkes La bella [di Tiziano] i Palazzo Sciarra i Rom, De tre søstre i Dresdens Gemäldegalerie Alte Meister, et kvindebillede i Berlins Bodemuseum og en af Herzog Anton Ulrich Museums perler, det store Adam og Eva (før 1512). Men også i adskillige "Sacre conversazioni" (et udmærket eksemplar i Neapels Museo di Capodimonte, andre i Wiens Kunsthistorisches Museum, museer i Rovigo, Bergamo, Villa Borghese og Palazzo Colonna i Rom etc.) og portrætter (få mænd, selvportræt i Münchens Alte Pinakothek) står Palma som mesteren. Et af hans hovedværker er Den hellige Barbara (Santa Maria Formosa i Venedig, ca. 1515). Andre betydelige værker: Kongernes tilbedelse (Pinacoteca di Brera, Milano), Madonna med hellige i Cerman (ved mestre), Tronende Petrus (Venedigs Akademi), Tronende Maria (San Stefano i Vicenza). Foruden de her nævnte arbejder kan nævnes: Madonna med barnet (Berlins Bodemuseum), Jakob og Rachel i Dresdens Gemäldegalerie Alte Meister og Hyrdernes tilbedelse i Louvre i Paris samt malerier i Bryssel, Kassel, London, Edinburgh og Sankt Petersborg.